# 冶炼

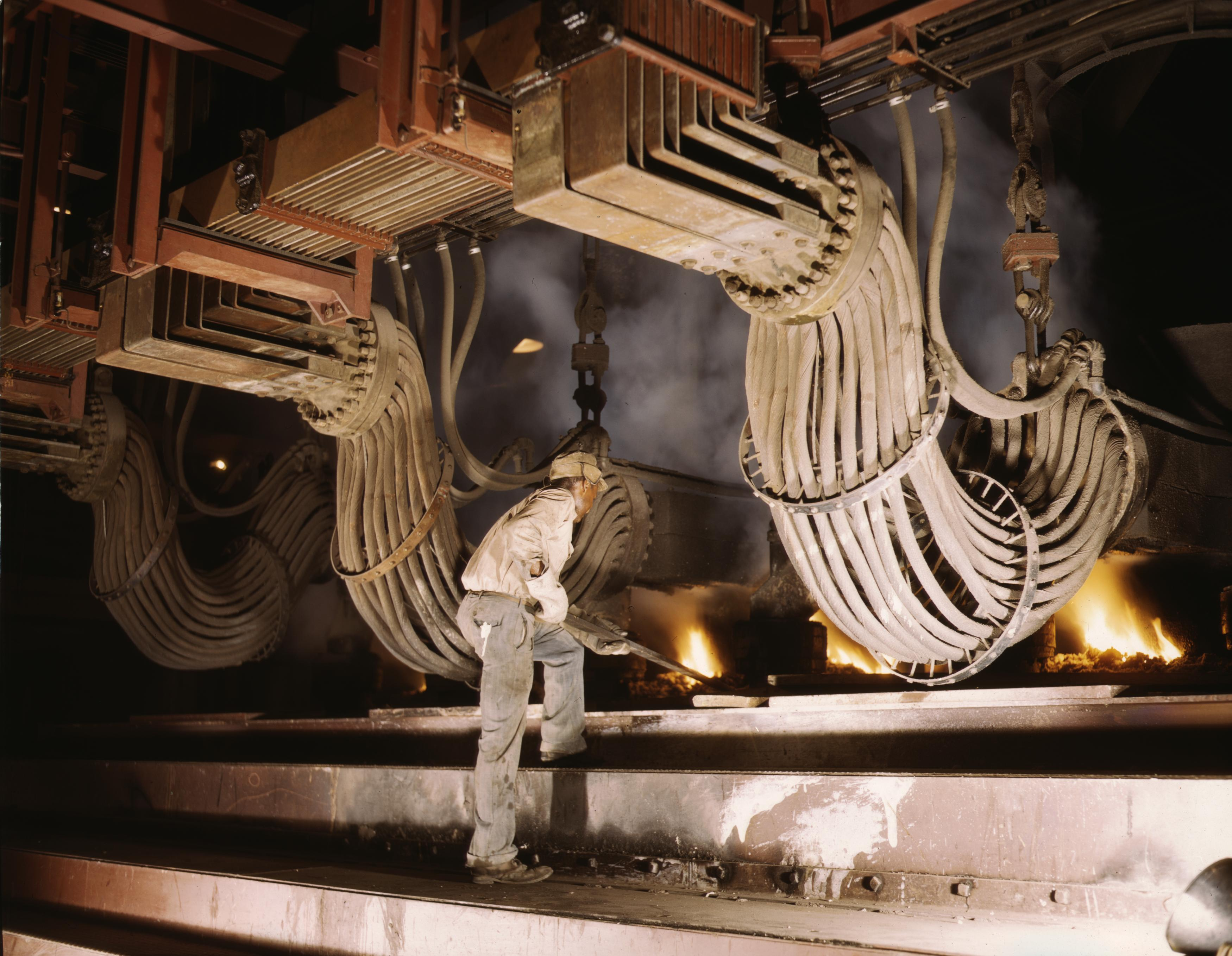
一处冶金车间，摄于1942年一家属于田纳西河谷管理局（TVA）的化工厂

冶炼是指从矿石中提取出金属单质的过程。自然界中的金属矿石一般是相应金属元素与氧、硫等元素形成的化合物，因此需要通过化学还原的方法使金属元素还原成单质。现代的冶炼工艺可以分为三大步骤：矿石准备、还原，以及精制。

## 历史

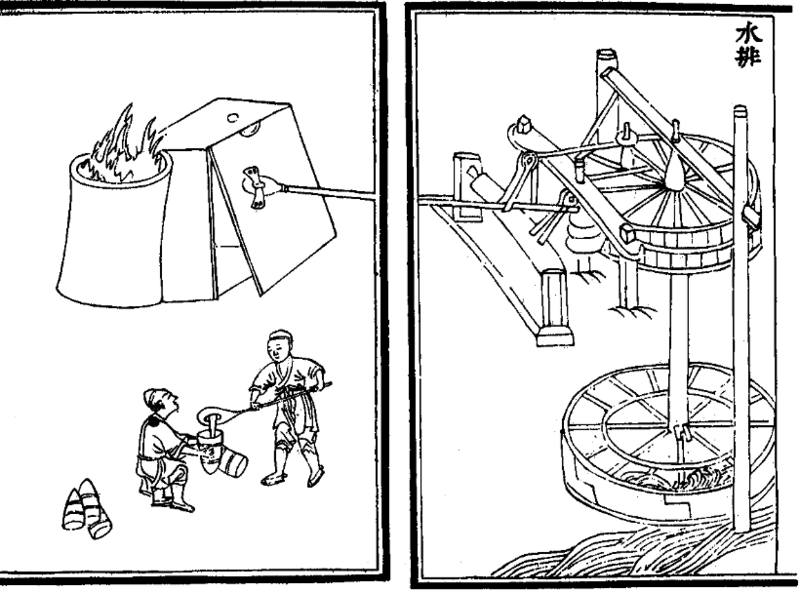
中国元代的冶铁工艺图解

人类能冶炼的第一种金属是铜，铜的冶炼工艺大约在公元前5000年出现。铜的冶炼方法出现后，人类又陆续获得了冶炼锡、铅，以及银的能力。但煉鐵的溫度很高，故直到4000年前人類都還沒掌握鐵製品，最早能大规模冶铁的国家是赫梯王国，该国自公元前14世纪开始具有大量冶铁的能力。冶铁技术的出现推动了文明的发展，使世界进入铁器时代。18世纪，英国首创用焦炭取代木炭炼铁的近代高炉技术。

## 工艺流程
现代冶炼一般分为三大步骤：矿石准备、还原，以及精炼。矿石准备步骤中，需要对矿石进行分选，除去杂质，再进行烧结成型。一部分的硫化物矿物在此之后需要进行焙烧处理，脱去硫等元素，形成品位更高的氧化物。在还原中，使用一氧化碳等还原剂与矿石反应，使金属元素还原为金属单质。在精炼过程中，会对还原得到的金属单质进行处理，以减少其中的杂质含量。

### 焙烧
矿石准备中，一部分矿石需要在还原前进行焙烧。焙烧的目的是使矿石中的碳酸盐分解，或使氧气与硫化物发生反应，形成品位更高、便于还原的金属氧化物或其他化合物。例如，孔雀石的焙烧可以使其中的主要成分碱式碳酸铜（Cu2(CO3)(OH)2）发生以下反应：
{\displaystyle \mathrm {Cu_{2}(CO_{3})(OH)_{3}\ {\xrightarrow[{}]{\Delta }}\ 2CuO\ +CO_{2}\ +H_{2}O} }
对以金属硫化物为主要成分的矿石而言，焙烧则主要发生以下反应（以闪锌矿为例）：
{\displaystyle \mathrm {2ZnS\ +3O_{2}\ {\xrightarrow[{}]{\Delta }}\ 2ZnO\ +2SO_{2}} }
亦有加入氯化剂使金属矿物生成氯化物的氯化焙烧，或使硫化物成为硫酸盐，以便湿法冶金的焙烧工艺。

### 还原
还原旨在通过金属矿物与还原剂（如焦炭、一氧化碳）的反应，使金属元素还原，形成所需的金属单质。炼铁的高炉即为对铁矿石进行还原的反应装置。在还原过程中，亦会加入石灰石、石英石等，以便造渣。还原过程会产生二氧化碳等气体，以及废弃的炉渣。

### 精炼
还原得到的金属一般需要精炼才能得到精品。在精炼中，不需要的杂质会被进一步排除，得到金属单质含量更高的精品。对高炉炼出的生铁来说，可使用平炉炼钢等方法精炼为成品钢。在粗铜的精炼中，会先进行再氧化，制成阳极进行电解，制得精铜。粗锌则可利用蒸馏法进行精炼。

## 环境问题

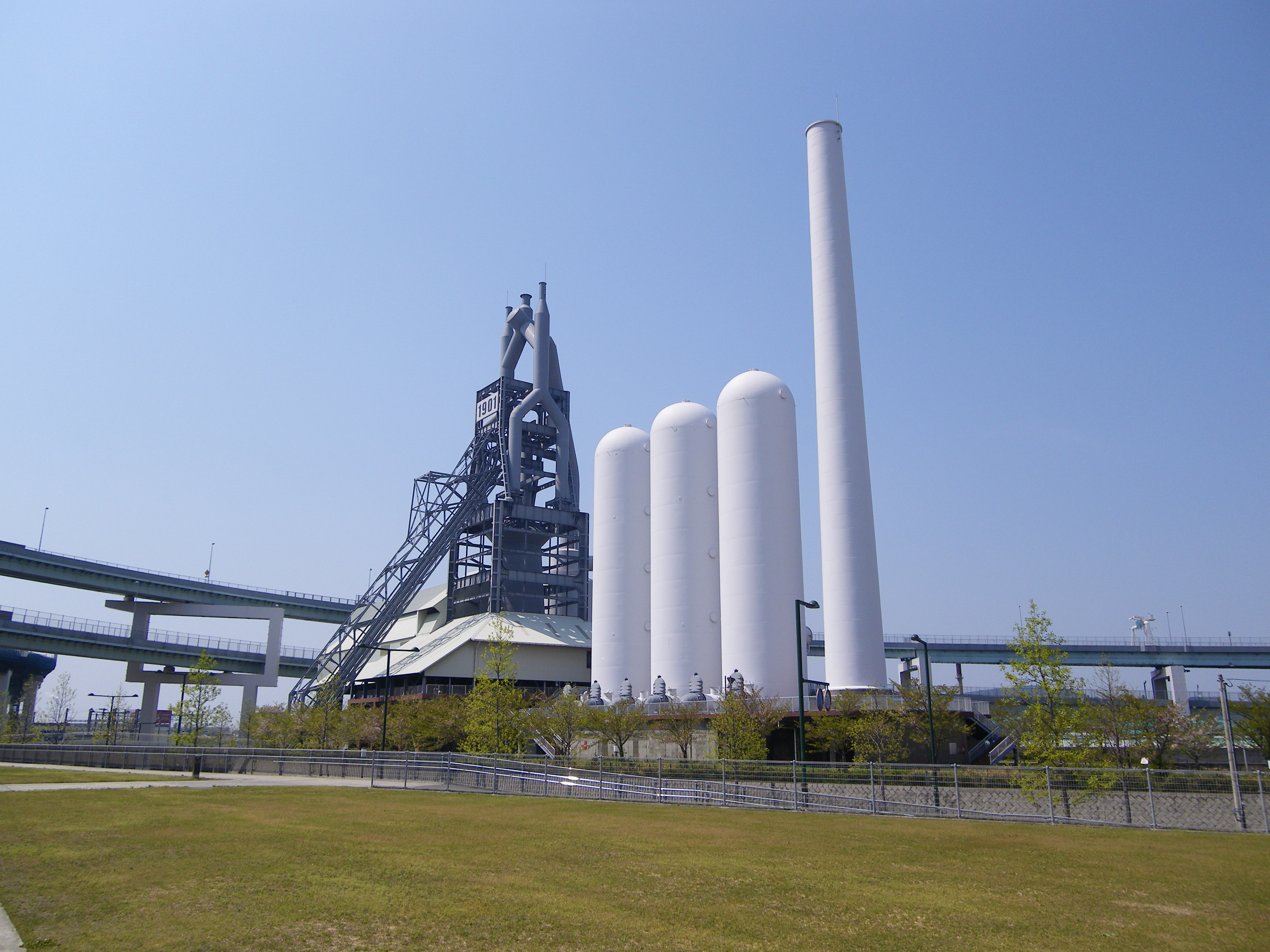
日本八幡製鐵所的第一座高炉，现已登录为世界文化遗产

冶炼属于污染较重的工业，冶炼产生的废水以及废渣会对环境造成影响，一些有毒金属也会在过程中排放到环境中。铜、银、钴、铁和硒在冶炼中可能会以气态排放到大气中。此外，冶炼过程中产生的二氧化硫若过量排放，可能造成酸雨等环境问题。